# Thåström (musikalbum)
Thåström är ett musikalbum av Joakim Thåström som släpptes september 1989. Albumet var Thåströms första soloalbum. Detta album tillsammans med albumet Xplodera mig 2000 gjordes innan han bildade bandet Peace, Love and Pitbulls.

## Låtlista
Om inget annat anges är låtarna skrivna av Thåström.
| Nr  | Titel                          | Längd | Notering                                   |
| --- | ------------------------------ | ----- | ------------------------------------------ |
| 1.  | Ståaldrigstill                 | 3.26  | Finns även som singel                      |
| 2.  | Hon o han                      | 2.50  |                                            |
| 3.  | Djävulen o jag                 | 5.23  |                                            |
| 4.  | En perfekt värld               | 2.23  |                                            |
| 5.  | Pang boom krash                | 3.35  | Finns även som singel                      |
| 6.  | Varför är du så tyst           | 3.23  |                                            |
| 7.  | Alla vill till himlen          | 4.24  | Finns även som singel                      |
| 8.  | Döden i Schlager-SM            | 4.01  |                                            |
| 9.  | Karenina                       | 4.19  | Finns även som singel                      |
| 10. | Mästaren o en iskall margarita | 3.55  |                                            |
| 11. | I en spegel som jag har        | 3.26  |                                            |
| 12. | Flicka med guld...             | 3.42  | Enbart på CD. Text: Thåström, Musik: trad. |